# 無責任一代男
無責任一代男（むせきにんいちだいおとこ）は1962年7月20日に発売されたハナ肇とクレージーキャッツ3枚目のシングル。歌は植木等、作詞は青島幸男、作曲は萩原哲晶。

## エピソード
東宝クレージー映画第1作「ニッポン無責任時代」の主題歌として作られたこの歌は、映画と共に大ヒットした。ヒットの理由について青島は、「大人たちの不誠実さも反吐が出るほど見せられてきた戦後の若い世代には、この唄は我が意を得たとばかり受け入れられたに違いない」と分析している。これ以降、植木はこの曲の「こつこつやる奴ぁ、ご苦労さん！」というフレーズと共に「無責任男」というイメージが定着することになる。
また、この曲を「名作」と評している小林信彦は「シャボン玉ホリデー」において初めてこの歌を聞いたときの「ショックを忘れることができない」と回想している。
青島によると、「タモリはこの歌を座右の銘にし、ビートたけしはこの歌で人生観を変えられた」らしい。つまり、そのくらい強烈なインパクトを「戦後ベビーブーマーの男たち」に与えたという。
B面の「ハイそれまでョ」も、ムード歌謡調のシリアスな出だしから「テナコト云われて その気になって」と転調し急転直下、美味しい言い種を真に受けた結果の悲劇をコミカルに歌うロックンロールへと変貌し「フザケヤガッテ コノヤロー！」と叫ぶ展開が話題を呼び、植木の代表曲の一つとなっている。
2曲とも、1990年発売の植木のヒット曲メドレー「スーダラ伝説（編曲：宮川泰）」にも収録されている。
「無責任一代男」は、日本では二村定一や榎本健一が歌ってヒットした「洒落男」（坂井透訳版）と「俺は○○で一番、○○と言われた男」のフレーズの共通点が佐藤利明によって指摘されており、作詞した青島も榎本健一からの影響を認める発言をしている。

## 歌われた映画
- ニッポン無責任時代（1962年7月29日／古澤憲吾監督）
- ニッポン無責任野郎（1962年12月23日／古澤憲吾監督）